# Arnaldo Berni
(Arnaldo Berni, dal Diario)
Arnaldo Berni (Mantova, 2 giugno 1894 – Punta San Matteo, 3 settembre 1918) è stato un militare italiano.
Appartenente a una nota famiglia di Mantova, era figlio del professor Archinto, intellettuale noto nei circoli cittadini. Rimase orfano della madre, Lucia Menozzi, in tenera età. Dopo il diploma in ragioneria, si iscrisse all'università, ma in prossimità dell'esame di laurea, nel 1915 con l'avvicinarsi della prima guerra mondiale fu arruolato nel Regio Esercito e inviato alla Scuola Ufficiali di Modena.
Terminato il corso ufficiale nel settembre dello stesso anno, fu nominato sottotenente degli Alpini il 15 settembre e assegnato a guerra da poco iniziata al battaglione Tirano del 5º Reggimento Alpini.

## La prima guerra mondiale
Il Battaglione Tirano era specializzato nella guerra in alta montagna e venne impiegato per conquistare e mantenere postazioni in quota nell'alta Valtellina e in Trentino.
"Aldo" Berni, partecipò con la 46ª compagnia alla battaglia per la quota 2 931 del Monte Scorluzzo e l'anno successivo a quella, nell'estate del 1916, per la conquista del passo dell'Ables. Entrambe le posizioni erano parte del teatro di operazioni del gruppo montuoso Ortles-Cevedale.
Partendo dalla posizione dell'Ables, Berni prese parte alla conquista del Monte Cristallo, che con i suoi 3 434 metri diventò una delle postazioni strategiche per gli Italiani sottratta agli Austriaci.
Promosso capitano per meriti di guerra, era tenuto in grande considerazione per le specifiche conoscenze acquisite e relative delle particolari tecniche di combattimento alle alte quote. Prestò servizio per la maggior parte del conflitto incaricato di mettere a frutto le capacità di guida negli scontri in alta montagna.

## La morte in battaglia
Nella parte finale della guerra, fu incaricato di conquistare e mantenere la Punta San Matteo (3678 m), il luogo dove si svolsero gli scontri più ad alta quota del conflitto, tra i quali la Battaglia del San Matteo. Conquistata la posizione alla massima altitudine, il capitano Berni si trincerò per la difesa, ma il 3 settembre 1918 rimase ucciso in un crepaccio perché cedette il ghiaccio: il corpo non fu mai più ritrovato. Per il valore dimostrato gli fu conferita la medaglia d'argento al valor militare alla memoria.

## In memoria
Dedicato a lui è il Rifugio Berni a quota 2 541, a poca distanza dal Passo di Gavia (Valtellina) in Valfurva e un monumento accanto alla chiesetta, così come il volume Il Capitano sepolto nei ghiacci scritto dal tenente colonnello Giuseppe Magrin (Bormio, 2001).
Sempre a Valfurva gli è stata dedicata una piazzetta, nei pressi dell'edificio scolastico.
A lui è stato dedicato anche un giardino pubblico a Colle Aperto (Mantova)